# Mimudea russispersalis
Mimudea russispersalis là một loài bướm đêm trong họ Crambidae.